# Ramón de Algeciras
Ramón de Algeciras (pravim imenom Ramón Sánchez Gómez) (Algeciras, 5. veljače 1938. – Madrid, 20. siječnja 2009.) bio je španjolski flamenco-gitarist.

## Životopis
Ramón de Algeciras vodio je podrijetlo iz glazbene obitelji. Oba mlađa brata; Pepe de Lucía (José Sánchez Gómez) i Paco de Lucía (Francisco Sánchez Gómez, čiji učitelj je bio tijekom dužeg perioda), bili su također poznati flamenco-glazbenici. Ramón je bio ujak španjolske pop pjevačice Malú.
Ramón je surađivao s različitim flamenco-umjetnicima kao gitarist, a između ostalih tu se ubrajaju: Juanito Valderrama (1957. – 1968.), Ballet de Antonio (1966. – 1968.), Antonio Mairena, Pastora María Pavón Cruz, Pepe Marchena, La Perla de Cádiz (Antonia Gilabert Vargas),Fosforito i Camarón de la Isla.

## Diskografija
- Dos guitarras flamencas en America Latina (1967., s Pacom de Lucíom)
- 12 hits para 2 guitarras flamencas y orquesta de cuerda (1969., s Pacom de Lucíom)
- Paco de Lucía y Ramón de Algeciras en Hispanoamérica (1969.)
- Interpreta a Manuel de Falla (1978) (Paco De Lucía s Ramónom de Algeciras i Grupo Dolores)
- Solo quiero caminar (1981.) (Paco de Lucía Sekstet)
- Live One Summer Night (1984.) (Paco de Lucía Sekstet)
- Live in America (1993.) (Paco de Lucía Sextett)
- Grandes Guitarras del Flamenco (1994.) (Best of)
- Canciones andaluzas para 2 guitarras (1997., s Pacom de Lucíom)

## Vanjske poveznice
- Životopis (engleski)
- „Muere Ramón de Algeciras, guitarrista de los más grandes“ (španjolski)
- Ramón os Algeciras u internetskoj bazi filmova IMDb-u (engl.)